# Jensen Interceptor

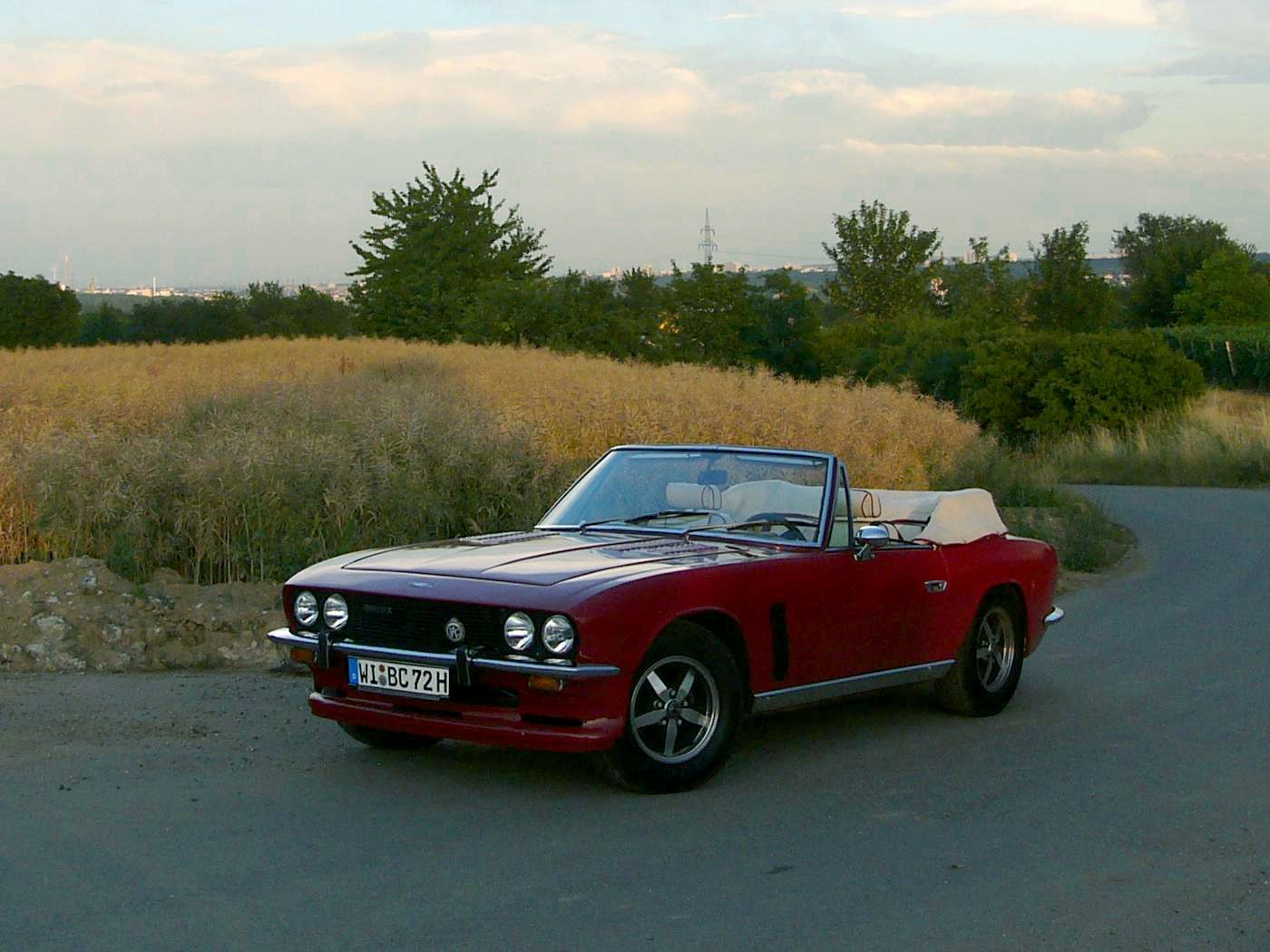
Jensen Interceptor Convertible 1974

Jensen Interceptor är en sportbil, tillverkad av den brittiska biltillverkaren Jensen Motors i flera serier mellan 1966 och 1992. 

## Jensen Interceptor
Jensen CV8, med sin okonventionella formgivning hade åldrats fort och för att ta fram en efterträdare vände sig Jensen till Italien. Carrozzeria Touring tog fram en attraktiv kaross, i stålplåt den här gången, till skillnad från företrädarna. Det var en fullt fyrsitsig coupé, med en stor öppningsbar bakruta som gav tillträde till bagageutrymmet. Eftersom Touring var på väg mot likvidation lades framtagning av pressverktygen ut på Vignale. Tillverkningen skötte sedan Jensen själva. Chassit, med V8-motor och automatlåda från Chrysler, hämtades närmast oförändrat från CV8.
Jensen Interceptor introducerades på bilsalongen i London 1966. Hösten 1969 efterträddes den av en Mk II-variant med nya stötfångare. Hösten 1971 kom den sista utvecklingen, Mk III, med större motor.
Mellan 1971 och 1973 byggdes en SP-variant med tre tvåportsförgasare (Six-Pack).
Hösten 1974 tillkom en öppen Convertible, med utbyggt bagageutrymme och ett år senare även en täckt Coupé, baserad på Convertible-karossen.
Oljekrisen 1973 med den efterföljande recessionen i världsekonomin slog hårt mot många lyx- och sportbilstillverkare och 1976 tvingades Jensen att slå igen portarna.

## Jensen FF
Jensen hade tillsammans med Ferguson Research byggt en prototyp baserad på CV8-modellen och försedd med Fergusons system för fyrhjulsdrift. När bilen gick i produktion delade den kaross och motor med Interceptor. Jensen FF (Ferguson Formula) hade dessutom ett system med låsningsfria bromsar och antispinn, utvecklat av Dunlop för användning på flygplan. Det var den första bilen på marknaden som inte var gjord för terrängkörning men ändå hade fyrhjulsdrift, dessutom först med låsningsfria bromsar. 
FF-modellen följde Interceptorns utveckling i Mk I, -II och -III-versioner. All den nya tekniken var komplicerad och gjorde modellen dyr att tillverka. Priset låg cirka 30% högre än för en Interceptor. 
Konstruktionen var gjord för vänstertrafik. Drivningen till framhjulen gjorde att benutrymmet på vänstra framsätesplatsen var begränsat och hindrade tillsammans med en del andra komponenter möjligheten att ta fram en vänsterstyrd version.  Därför kunde modellen inte säljas i USA eller i Europa utanför Storbritannien. Detta höll tillverkningssiffrorna nere och tillverkningen upphörde i slutet av 1971.

## Jensen Interceptor Series 4
Sedan Jensen lagt ner verksamheten hade företaget Jensen Parts & Service bildats för att serva gamla kunder. 1983 drog man igång tillverkningen på nytt med Interceptor Series 4. 11 bilar byggdes fram till 1988, då verksamheten såldes. De nya ägarna gjorde ett nytt försök med Interceptor Series 5, men bara en handfull bilar byggdes fram till 1992.
2007 presenterade Jensen-specialisten V Eight Ltd Jensen Interceptor S. Detta är ingen ny bil, utan företaget har totalrenoverat 50 gamla bilar och försett dem med modern teknik.

## Motor
| Modell  | Motor             | Cylindervolym | Effekt | Bränslesystem   |
| ------- | ----------------- | ------------- | ------ | --------------- |
| Mk I-II | 8-cyl V-motor ohv | 6276 cm³      | 285 hk | Enkel förgasare |
| SP      | 8-cyl V-motor ohv | 7212 cm³      | 350 hk | Tre förgasare   |
| Mk III  | 8-cyl V-motor ohv | 7212 cm³      | 335 hk | Enkel förgasare |
| S.4     | 8-cyl V-motor ohv | 5910 cm³      | 245 hk | Enkel förgasare |

## Tillverkning
| Modell      | Antal |
| ----------- | ----- |
| Mk I-III    | 6 175 |
| SP          | 232   |
| Convertible | 267   |
| Coupé       | 60    |
| FF          | 320   |